# نيللي كابلان
نيللي كابلان (11 أبريل 1931 - 12 نوفمبر 2020)، هي مقالاتية وكاتِبة مؤلفة وكاتبة سيناريو ومخرجة فرنسية وأرجنتينية، ولدت في مدينة بوينس آيرس الأرجنتينية.
أصبحت مساعدته خلال تصوير الفيلم وقدّمت برنامج ماجيراما على البوليفزيون أو الرؤية المتعدّدة، ثم وهي لا تزال إلى جانب آبل غانس، تعاونت معه في تصوير فيلمه «أوسترليتز». وثق غانس بها بإخراج جميع مشاهد الأكشن للفريق الثاني خلال تصوير فيلمه «سيرانو ودراجانيان». 
في هذه الأثناء، نشرت كابلان عملًا بعنوان «بيان الفن الحديث» حول برنامج الماجيراما، بمقدمة للكاتب فيليب سوبولت. في عام 1960، نشرت تقريرًا عن الفيلم بعنوان «أشعة الشمس من أوسترليز» عن طريق دار النشر بلون.
بدأت كابلان في عام 1961 بإخراج سلسلة كاملة من الأفلام القصيرة التي حازت على العديد من الجوائز في العديد من المهرجانات الدولية، ومن بين هذه الأفلام القصيرة فيلم «غوستاف مورو»، وهو تحليل رائع لرسام عبقري في أصل كل الفن الحديث، و«رودولف بريسدين» النقاش، و«الرسومات والعجائب» على كراسات فيكتور هوغو، بالإضافة إلى «سنة الـ 25» و«البرتقال الجديد» و«آبل غانس أمس وغدًا» و«في المصدر، المرأة المحبوبة»، جميعها عبارة عن عناوين تستند إلى دفاتر الملاحظات السري للرسام أندريه ماسون.

## سيرة حياتها
ولدت نيللي كابلان في بوينس آيرس في الأرجنتين، لعائلة روسية يهودية، منتمية للمذهب السريالي الجديد، وهي الوحيدة بكونها صانعة الأفلام المرتبطة بالسريالية. غادرت كابلان الأرجنتين إلى فرنسا في سن السابعة عشرة، وعملت كأستاذة ومحاضرة في معهد الدراسات العليا في الفنون الجميلة. في حين سُوّقت أفلام كابلان على أنها مواد إباحية عاطفية، إلا أن أعمالها غالبًا ما ركّزت على الأنثى وتناولت الإثارة الجنسية من منظور المرأة.
عُرضت أفلامها في العديد من المهرجانات الدولية ووُزّعت في كل قارة. شاركت في مجلس الإدارة كعضو في لجنة السينما في عدة مناسبات على اعتبارها عضو في جمعية المؤلفين والمنتجين الدراميين. تساعد كابلان بشكل منتظم في إعداد برنامج «بابوا في الرأس» الذي يتناول ثقافة فرنسا.

### جدول أعمالها الزمني
- في عام 1965، نشرت كابلان تحت الاسم المستعار بيلين، مجموعة من القصص القصيرة من خلال دار النشر جان جاك بوفير. كان العمل «خزان الحواس» نجاحًا نقديًا عظيمًا وعملًا مشهورًا.
- في عام 1967، خلال الحدث الرجعي الذي نُظّم في القصر الكبير بمناسبة عيد ميلاد بيكاسو الخامس والثمانين، أخرجت عرضًا متوسط الطول ملونًا بعنوان «نظرة بيكاسو»، حاز هذا العمل على جائزة الأسد الذهبي في مهرجان البندقية السينمائي.
- في عام 1968، تعاونت مع كلود مكوفسكي على تأليف نص الفيلم «عروس القراصنة» الذي أخرجته عام 1969.
- كتبت بالتعاون مع كلود ماكوفسكي ورينيه غيونيه نص أو مسودة «أبي، القوارب الصغيرة..» الذي صوّرته في صيف عام 1971.
- في عام 1972 نشرت «قلادة بوتيكس» وهي رواية سينمائية، وفي عام 1974 «معطف من الضحك أو ذكرى ضوء على الستار» التي نُشرت في دار جان جاك بوفير. عرض الكتاب القضايا استهجان شديد الاحتشام.
- في عام 1974، شاركت كابلان في كتابة سيناريو فيلم كلود ماكوفسكي «يجب أن يعيش بشكل خطير» الذي قامت أيضًا بإنتاجه.
- في عام 1976، كتبت مع جان شابو سيناريو فيلم «نيا»، الذي صورته في سويسرا وباريس في مارس من هذا العام.
- في عام 1979، شاركت مع جان شابو وكلود ماكوفسكي في كتابة فيلم «تشارلز ولوسي»، والذي أخرجته في ربيع العام نفسه.
- بين عامي 1980 و1982، شاركت في كتابة نصوص لعدة أفلام تلفزيونية من إخراج جان شابو، بما في ذلك «حقيقة الشتاء» و«ليفينجستون» و«كان صيفًا جميلًا».
- في عام 1983، كتبت وأخرجت «آبل غانس ونابليون»، اختير هذا الفيلم لمهرجان كان السينمائي عام 1984، الاختيار الرسمي «نظرة معينة».
- في عام 1984، شاركت في كتابة السيناريو لفيلم «أنظر في المرآة» للمخرج جان شابو الذي حاز على الجائزة الكبرى لمؤسسة فرنسا.
- في عام 1985، أخرجت فيلم «الكفوف المخملية» المأخوذ من النص الأصلي الذي شارك جان شابو في كتابته. وكان من بين الممثلين بيير أرديتي وميشيل بوكيه وبرناديت لافون وكارولين سيلهول وروجر كاريل.
- في عام 1988، نُشرت نسخة موسعة جديدة من مجموعتها «خزان الحواس» في دار جان جاك بوفير للنشر.
- في عام 1990، شاركت مع جان شابو في كتابة نص الفيلم التلفزيوني «النوارس» الذي قامت أيضًا بإخراجه، وحاز عملها على أعلى نسبة جمهور لفيلم تلفزيوني في فرنسا.
- بين عامي 1990 و1991، كتبت وأخرجت فيلم «متعة الحب» مع بيير أرديتي وفرنسوا فابيان ودومينيك بلانس وهينز بينينت وبيير دوكس. قام كلود ماكوفسكي عن طريق شركة سيتير للإنتاج، بإنتاج هذا الفيلم الذي شاركت كابلان جان شابو في كتابة نصه
- شاركت كابلان جان شابو في كتابة نص الفيلم التلفزيوني «هونورين ولوريلي»، الذي حقق جمهورًا قياسيًا جديدًا في نوفمبر لعام 1992. سجل الفيلم 4 ترشيحات في المهرجان الذهبي السابع.
- في عام 1992، شاركت جان شابو في كتابة السيناريو «عاد بولي ويست» الذي أخرجه أيضًا.
- في عام 1993، شاركت جان شابو في كتابة الجزء الرابع من ملحمة حول القديسة أبولونيا بعنوان «هونورين والابن الضال» الذي أخرجه شابو.
- في عام 1994، كتبت مقالة بناءً على طلب من المعهد البريطاني للسينما ليُضيفوه لمجموعتهم الكلاسيكية (BFI)، عن فيلم نابليون الذي أخرجه آبل غانس.
- في عام 1994، نظم متحف الفنون الجميلة في بوسطن ومعهد شيكاغو للفنون ومعرض واشنطن الوطني معرضًا استعاديًا لجميع أفلام كابلان.
- في أبريل عام 1995، أُصدرت نسخة جديدة من «خزان الحواس»، تلاه «حارس الوقت» عن طريق دار كاستور أسترال للنشر.
- مع نهاية عام 1997 وبداية عام 1998، شاركت كابلان جان شابو في كتابة سيناريو الفيلم التلفزيوني «الفتاة الصغيرة في زي بحار» الذي تبثه قناة فرنسا 2.
- شهدت مارس عام 1998، أُصدرت روايتها «بساتين الفاكهة البرية» التي نشرتها دار ديفيرانس. في نوفمبر عام 1998، أصدر دار ديفيرانس روايتها «عباءة من الضحك المجنون».
- في عام 1999، أشادت مكتبة السينما في تولوز ومدرسة الفنون الجميلة بذخيرتها الأدبية والسينمائية.
- في عام 2002، نُشرت روايتها «لقد كان مذنبًا غريبًا» من دار كاستور أسترال. في سبتمبر من العام ذاته، أقامت سينما بالزاك في باريس برنامجًا بعنوان «كابلان في جميع ولاياتها»، وهو مهرجان لأفلامها الرئيسية، وتبع هذا المهرجان بث وطني. في نفس التاريخ، نشر دار دريم لاند سيرة حياتها «نيللي كابلان، صورة قرصان» لكاتبه دنيز لويس كولو.
- في يناير عام 2005، أصدرت روايتها «أرجل الضفدع» من دار مارين سيل، ثم قامت كابلان بإعداد نص فيلم لهذه الرواية.
- في مايو عام 2009، سيصدر كتاب مراسلاتها مع الكاتب أندريه بيير دو مونديارغ، بعنوان «اكتب لي أعمالك وجرائمك...»، الذي سينشره دار تالوندييه للنشر.

## وصلات خارجية
- نيللي كابلان على موقع IMDb (الإنجليزية)
- نيللي كابلان على موقع ألو سيني (الفرنسية)
- نيللي كابلان على موقع أول موفي (الإنجليزية)
- نيللي كابلان على موقع قاعدة بيانات الأفلام السويدية (السويدية)
- نيللي كابلان على موقع قاعدة بيانات الفيلم (الإنجليزية)
- نيللي كابلان على موقع كينوبويسك (الروسية)